# Léon (Francia)
Léon è un comune francese di 1 870 abitanti situato nel dipartimento delle Landes nella regione della Nuova Aquitania.

## Società

### Evoluzione demografica
Abitanti censiti